# Ріглі
Ріглі (англ. Wrigley) — поселення в Канаді, у  Північно-західних територіях.

## Населення
За даними перепису 2016 року, поселення нараховувало 119 осіб, показавши скорочення на 10,5%, порівняно з 2011-м роком. Середня густина населення становила 2,1 осіб/км².
З офіційних мов обидвома одночасно не володів жоден з жителів, тільки англійською — 115. Усього 40 осіб вважали рідною мовою не одну з офіційних, з них усі — одну з корінних мов.
Працездатне населення становило 61,1% усього населення, рівень безробіття — 36,4% (57,1% серед чоловіків та 0% серед жінок). 90,9% осіб були найманими працівниками, а 0% — самозайнятими.

## Клімат
Середня річна температура становить -4,3°C, середня максимальна – 21,6°C, а середня мінімальна – -33,6°C. Середня річна кількість опадів – 342 мм.
| Клімат поселення                              | Клімат поселення | Клімат поселення | Клімат поселення | Клімат поселення | Клімат поселення | Клімат поселення | Клімат поселення | Клімат поселення | Клімат поселення | Клімат поселення | Клімат поселення | Клімат поселення | Клімат поселення |
| Показник                                      | Січ.             | Лют.             | Бер.             | Квіт.            | Трав.            | Черв.            | Лип.             | Серп.            | Вер.             | Жовт.            | Лист.            | Груд.            |                  |
| Середній максимум, °C                         | −19,95           | −16,6            | −8,89            | 4,02             | 14,34            | 21,59            | 20,86            | 18,02            | 11,34            | 0,97             | −13,19           | −20,3            |                  |
| Середня температура, °C                       | −26,73           | −23,4            | −15,67           | −2,8             | 7,54             | 14,80            | 16,96            | 14,13            | 7,44             | −2,93            | −17,07           | −24,2            |                  |
| Середній мінімум, °C                          | −33,56           | −30,22           | −22,49           | −9,59            | 0,74             | 7,99             | 13,07            | 10,24            | 3,55             | −6,81            | −20,97           | −28,09           |                  |
| Норма опадів, мм                              | 17               | 13               | 13               | 15               | 25               | 47               | 55               | 50               | 33               | 35               | 21               | 18               |                  |
| Середньомісячна швидкість вітру, м/с          | 1.84             | 2.20             | 2.60             | 2.79             | 2.80             | 2.56             | 2.35             | 2.30             | 2.33             | 2.13             | 1.91             | 1.80             |                  |
| Середньомісячна сонячна радіація, кДж/м²·день | 787              | 3057             | 8619             | 15508            | 20056            | 21991            | 19660            | 14527            | 8530             | 3460             | 1094             | 460              |                  |
| --------------------------------------------- | ---------------- | ---------------- | ---------------- | ---------------- | ---------------- | ---------------- | ---------------- | ---------------- | ---------------- | ---------------- | ---------------- | ---------------- | ---------------- |
| Джерело:                                      |                  |                  |                  |                  |                  |                  |                  |                  |                  |                  |                  |                  |                  |